# Niederösterreichisches Pressehaus
Die Niederösterreichisches Pressehaus Druck- und Verlags GmbH ist das größte Medienhaus des Bundeslandes Niederösterreich mit Sitz in der Landeshauptstadt St. Pölten. Es gibt unter anderem die Niederösterreichischen Nachrichten (NÖN) und die Burgenländische Volkszeitung (BVZ) heraus.

## Wirtschaft
Die Eigentümer des Unternehmens sind seit 1. Jänner 2006 zu 54 % die römisch-katholische Diözese St. Pölten, zu 26 % der Pressverein der Diözese St. Pölten und zu 20 % die Raiffeisen-Holding Niederösterreich-Wien reg.Gen.m.b.H. Das Unternehmen erwirtschaftete 2012 mit 471 Mitarbeitern einen Umsatz von 114,7 Millionen Euro. Neben diversen Tochtergesellschaften hält das Niederösterreichische Pressehaus Beteiligungen an Tele – Das österreichische Fernsehmagazin.

## Geschichte
Am 25. März 1874 wurde der „Katholische Preßverein“ der Diözese St. Pölten in Krems gegründet. Der Vereinszweck war „aus christlichem Geist zur Information und Bildung der Bevölkerung und zur Förderung des Gemeinwohls beizutragen“ unter den Grundsätzen: „Journalismus im Dienste des Volkes, der Kleinen und der Großen, im Dienste des Landes und seiner Entwicklung, Journalismus mit Überzeugung und christlicher Weltanschauung“. Die Gründer verstanden sich als Gegenpol zur damaligen liberalen Wiener Presse, welche als von kirchenfeindlichen Freidenkern dominiert empfunden wurde.
Ab 1876 wurde die erste Zeitung, der „Preßvereinsbote“ mit einer Auflage von 7.000 Stück herausgebracht und 1886 übersiedelte das Unternehmen nach St. Pölten, wo es trotz mehrerer innerstädtischer Übersiedlungen noch immer beheimatet ist. Im gleichen Jahr wurde der Preßvereinsbote in „St. Pöltner Bote“ umbenannt, zwei Jahre später in „St. Pöltner Zeitung“. 1915 wurde als technische Neuerung die erste Zeitungsrotationsmaschine in Betrieb genommen. Nach dem „Anschluss Österreichs“ wurden die Räumlichkeiten von der SA besetzt und die St. Pöltner Zeitung „im Sinne der neuen Zeit dem nationalsozialistischen Gedankengang eingegliedert …“.
Nach dem Zweiten Weltkrieg gründete der wiedererrichtete Preßverein die Niederösterreichische Zeitungsgesellschaft St. Pölten und erst Mitte der 1950er Jahre wurde der Verlag zurückgegeben. Im Jahre 1970 wurde dann die Niederösterreichische Pressehaus Druck- und Verlagsgesellschaft m.b.H. gegründet, welche ein Zusammenschluss der Preßvereinsdruckerei, der NÖ Zeitungsgesellschaft und der Hippolytbuchhandlung war. Im selben Jahr wurde der Offsetdruck eingeführt.
In den Jahren 1985/1986 wurden die Bücherstube in Horn, der Expreßdruck und der Taschenbuchladen Tabü in der St. Pöltner Innenstadt eröffnet. Ein Jahr später wurde der Faber-Verlag übernommen. 1990 fusionierten die beiden Wochenzeitungs-Ringe NÖ Nachrichten und Die Neue zur Neue NÖN, welche seit 1995 als NÖN – NÖ NACHRICHTEN mit 28 Regionalausgaben erscheint.
Außer den NÖN – NÖ NACHRICHTEN werden etwa 300 weitere Zeitungen und Zeitschriften gedruckt. Darüber hinaus betrieb das Pressehaus einen Buchverlag, den Residenz Verlag, von dem sich das Pressehaus 2015 wieder trennte.